# احمد بن علی تغان خان
احمد بن علی، با نام کامل قُطب‌الدوله ابوالنصر احمد تغان‌خان بن علی بن موسی (زادروز و درگذشت روشن نیست) یکی از فرمانروایان خاندان قراخانی بود که در سال‌های ۹۹۸ تا ۱۰۱۷ میلادی بر بخش بزرگی از این فرمانروایی ، پادشاهی کرد. او از نوادگان ستوق بغرا خان بود (تبار: احمد پسر علی پسر موسی پسر ستوق). در کشمکش‌های کشوردارانه بر سر تخت، احمد بن علی توانست بر برادر کوچکتر خود نصر ایلک‌خان پیروز شود. پس از مرگ نصر پیرامون سال ۱۰۱۲/۱۰۱۳ میلادی، احمد همه قدرت را در دست گرفت و فرارود را نیز به‌چنگ آورد. پایتخت نه شهر بلخ که بلاساغون بود که در کنار رود چو جای داشت.
پس از درگذشت احمد، برادرش منصور بن علی با فرنام محمد ارسلان به تخت رسید. پیرامون تاشکند و اسپیجاب (سایرام) سکه‌هایی یافت شده‌اند که نام احمد بن علی بر آن‌ها دیده می‌شود. برخی از این سکه‌ها پیش از سال ۱۰۱۲/۱۰۱۳ ضرب شده‌اند و برخی نیز مال پس از آن تاریخ‌اند که در سرزمین‌های ماوراءالنهر و فرغانه یافت شده‌اند.

## بن‌مایه
- همکاری‌کنندگان ویکی‌پدیا، «Ахмед ибн Али»، ویکی‌پدیای روسی، دانشنامهٔ آزاد (بازیابی ۲۶ فروردین ۱۴۰۴)